# Clarence Richard Silva

Bischofswappen von Clarence Richard Silva

Clarence Richard Silva (* 6. August 1949 in Honolulu, Hawaii) ist ein US-amerikanischer Geistlicher und Bischof von Honolulu.

## Leben und Wirken
Silva, Amerikaner portugiesischer Abstammung, besuchte das St. Josephs Seminar in Mountain View, Kalifornien und das St. Patricks Seminar in Menlo Park. Am 2. Mai 1975 empfing er durch den Bischof von Oakland, Floyd Lawrence Begin, das Sakrament der Priesterweihe. Er war in Oakland, Hayward, Pittsburgh, El Cerrito und Fremont als Pfarrer tätig. Von 2004 bis 2005 war er Generalvikar des Bistums Oakland.
Am 17. Mai 2005 ernannte ihn Papst Benedikt XVI. als Nachfolger von Francis Xavier DiLorenzo zum 5. Bischof von Honolulu. Die Bischofsweihe spendete ihm der Präfekt der Glaubenskongregation, Erzbischof William Joseph Levada, 21. Juli desselben Jahres. Mitkonsekratoren waren der Bischof von Oakland, Allen Henry Vigneron und dessen Amtsvorgänger John Stephen Cummins.